# Kanton Ryes
Ryes is een voormalig kanton van het Franse departement Calvados. Het kanton maakte deel uit van het arrondissement Bayeux. Het werd opgeheven bij decreet van 17 februari 2014, met uitwerking op 22 maart 2015.

## Gemeenten
Het kanton Ryes omvatte de volgende gemeenten:
- Arromanches-les-Bains
- Asnelles
- Banville
- Bazenville
- Colombiers-sur-Seulles
- Commes
- Crépon
- Esquay-sur-Seulles
- Graye-sur-Mer
- Longues-sur-Mer
- Magny-en-Bessin
- Le Manoir
- Manvieux
- Meuvaines
- Port-en-Bessin-Huppain
- Ryes (hoofdplaats)
- Saint-Côme-de-Fresné
- Sainte-Croix-sur-Mer
- Sommervieu
- Tierceville
- Tracy-sur-Mer
- Vaux-sur-Aure
- Ver-sur-Mer
- Vienne-en-Bessin
- Villiers-le-Sec